# Біощастя
Біощастя або біо-щастя — це підвищення добробуту людей за допомогою біологічних методів, включно з інженерію зародкової лінії шляхом скринінгу ембріонів з генами, пов'язаними з високим рівнем щастя, або застосування ліків призначених для підвищення базового рівня щастя. Мета полягає в тому, щоб сприяти досягненню стану «краще, ніж добре».
До прихильників біощастя належать філософ трансгуманіст Девід Пірс, мета якого — покласти край стражданням усіх живих істот і канадський етик Марк Алан Вокер. Вокер намагався захистити біощастя на тій підставі, що щастя має цікавити широке коло теоретиків моралі; і що гіпертимія, стан високого початкового рівня щастя, пов'язано з кращими результатами у здоров'ї та досягненнях людини.
Концепція біощастя також має своїх гучних критиків, зокрема Леона Касса, який працював у Президентській раді з питань біоетики під час президентства Джорджа Буша.